# 拉尔斯-埃里克·舍贝里
拉尔斯-埃里克·舍贝里（瑞典語：Lars-Erik Sjöberg，1944年5月4日—），瑞典男子冰球运动员，场上位置是后卫。他曾代表瑞典国家队参加1968年和1972年冬季奥林匹克运动会冰球比赛，均获得第四名。